# SN 2011ip
SN 2011ip – supernowa typu Ic odkryta 20 listopada 2011 roku w galaktyce A011348-1241. W momencie odkrycia miała maksymalną jasność 17,80m.